# 西條彰仁
西條 彰仁（さいじょう あきひと、1968年9月3日 - ）は、日本の写真家。本名は同じ。埼玉県出身。

## 略歴
高校まではサッカーに明け暮れ、武田修宏がいた当時の清水東高校とも対戦したことがある。腰をいたため社会人サッカーなどは断念。大学で読んだ沢木耕太郎の『深夜特急』（新潮社）に影響を受け、世界中を旅し、その思い出記録としてカメラと出会う。
パオラスタジオを経て、その後、藤田健五のアシスタントを務め独立。西條彰仁 写真事務所を設立。女性アイドル等のグラビア写真撮影を中心に活動している。初めて手掛けた写真集のモデルは、のちに高樹マリアとしてブレイクした。

## 人物
趣味はサッカー観戦。2010年よりはじめたツイッターではサッカーに関することをつぶやく。

## 主な作品
- あ行	
  - 愛川ゆず季写真集 『花ゆず季』（学習研究社）2005.05
  - 葵みのり写真集 『Juice』（メディアックス）
  - 秋山莉奈写真集 『楽園』2005.11（英知出版）
  - 秋山莉奈写真集 『失楽園』2006.06（マックス）
  - 秋山莉奈写真集 『雫-しずく-』2007.11（小学館）
    - オシリーナの名付け親

  - 秋山優写真集 『PAS DE DEUX』（彩文館出版）
  - 麻井ほのか写真集 『eighteen』（英知出版）
  - 浅倉樹々写真集 『浅倉樹々』（ワニブックス）
  - 浅倉樹々写真集 『海の見える街』（ワニブックス）
  - 池田夏希ファースト写真集 『太陽のひとみ』2008.07（晋遊舎）
  - 石田亜佑美写真集 『20th canvas』（ワニブックス）
  - いのうえ梨花『あめんぼ』（海王社）
  - 伊藤かな『水蜜桃』2002.12（リイド社）
  - 上杉弘美写真集 『はるかなる想い』（ぶんか社）
  - 海川ひとみ写真集 『cutie H-キューティー-H』（晋遊舎）
  - 江沢のりよ『...紗々。』（ぶんか社）
  - 小倉優子写真集 『小倉優子のおいしいいただき方』（ソフトバンククリエイティブ）
  - 大橋沙代子写真集 『Labyrinth』（晋遊舎）
  - 大久保麻梨子写真集 『NO LIMITS』（学習研究社）
  - 折原みか写真集 『おりりんハート』（竹書房）2006.03

- か行
  - 海江田純子写真集 『部長（心得）の休日』（アスコム）
  - 川村ひかる写真集 『Ennui』2003.08（音楽専科社）
  - 川村ゆきえ写真集 『香港果実』（学習研究社）
  - 河村和奈『Amour』（英知出版）
  - 北村ひとみ写真集 『ゆれる想い』（竹書房）
  - 木嶋のりこ写真集 『N all』 (講談社）
  - 木下七海写真集 『七つの瞳 7EYES』（バウハウス）
  - 木口亜矢写真集 『恋文 love letter』（晋遊舎）
  - 京本有加写真集 『受動躰』（晋遊舎）
  - 小松彩夏写真集 『Moon Doll』（小学館）2006.03
  - 小林恵美写真集 『春爛漫』（晋遊舎）2007.04
  - 小阪由佳写真集 『こさかゆか』（アスコム）
  - 後藤香南子写真集 『香南子15歳』（ぶんか社）
  - 小町桃子写真集 『ももこまち』（ワニブックス）

- さ行
  - 佐々木梨絵写真集 『聖少女』（竹書房）
  - 佐藤寛子セカンド写真集 『水蜜桃』2003.03（ぶんか社）
  - 佐藤寛子写真集 『恋文』2003.10（竹書房）
  - 佐藤ゆりな写真集 『秘めごと』（竹書房）
  - 佐藤まい写真集 『いもうとの出来心』（彩文館出版）
  - 佐藤和沙写真集 『ドリーム・ランド』（晋遊舎）
  - 佐藤和沙『もぎたてフルーツ』（竹書房）
  - 瀬戸早妃セカンド写真集 『CLOVER』2004.06（竹書房）
  - 瀬尾秋子 & 三井麻由写真集 『SMシスターズ』（小学館）
  - 紗綾写真集 『Road』2008.7（小学館）
  - 志村理佳写真集 『りかたそ』（スクウェア・エニックス）
  - 庄司有奇写真集 『fragile』（英知出版）
  - 榊安奈写真集 『ANNNA SAKAKI ムック』（大洋図書）

- た行
  - 谷桃子ファースト写真集 『Momoco』2007.03（学習研究社）
  - 谷理沙『Bagus!』（バウハウス）
  - 取池奈々写真集 『取池奈々写真集』（ぶんか社）
  - 高橋幸子写真集 『Too abult』（ぶんか社）
  - たかはし智秋写真集『Juicy Dancing』（2010年2月10日発売）
  - 次原かな写真集 『invitation』（竹書房）
  - 富樫あずさ写真集 『Clarity』（晋遊舎）

- な行
  - 名波はるか写真集 『感じることのすべて』2004.10（ぶんか社）
  - 名波はるか写真集 『女神伝説』2005.09（竹書房）
  - 中村知世写真集 『suger baby?』（ワニブックス）
  - 長崎莉奈写真集 『ラバー・ダッキー』（マックス）
  - 西本はるか写真集 『RE×BORN』（バウハウス）
  - 二宮歩美写真集 『birth』（アスコム）2004.09

- は行		
  - 原幹恵写真集 『Honey』2008.01（小学館）
  - 原理恵子写真集 『Rieko FIRST & FINAL』（彩文館出版）
  - 原史奈写真集 『F.Spot』（彩文館出版）
  - 葉川空美写真集 『ソラミング』（竹書房）
  - 浜田翔子ファースト写真集 『ロリータレースクイーン』2004.07（ぶんか社）
  - 浜田翔子セカンド写真集 『sweet season』2005.03（音楽専科社）
  - 浜田翔子写真集 『ハマショウ・ラブ・プレミア。』（マックス）
  - 浜田翔子写真集 『ウラ本』（晋遊舎）2008.09
  - 早坂ひとみ写真集 『HITOMI』（英知出版）
  - 譜久村聖写真集 『うたかた』（アップフロントブックス(現・オデッセー出版) / ワニブックス）
  - 譜久村聖写真集 『glance』（オデッセー出版 / ワニブックス）
  - ほしのあき写真集 『DOUBLE HAPPINESS』（学習研究社）
  - 堀田ゆい夏ファースト写真集 『ゆい夏の雫』2006.06（竹書房）
  - 堀田ゆい夏サード写真集 『H.』2007.03（学習研究社）
  - 星井七瀬写真集 『星井七瀬』（ワニブックス）

- ま行
  - ますきあこ写真集 『My girl』（アクアハウス）
  - 松浦亜弥写真集 『アロハロ!2』（角川書店）
  - 松本さゆき写真集 『Eden』（晋遊舎）
  - 松原渓写真集 『Water mekon』（インフォレスト）
  - 森本さやか写真集 『FIFTEEN'S BEHAVITOR』（ジーオーティー）
  - 南明奈写真集 『アートレスビフォア18』（小学館）
  - 美崎涼香写真集 『ドロップ』（英知出版）
  - 道重さゆみ写真集 『LOVE LETTER』（ワニブックス）2008.09
  - 宮本佳林写真集 『RIN』（ワニブックス）
  - 諸岡ひとみ『Hitomi 19 Mode!』（バウハウス）
  - 森戸知沙希写真集 『森戸知沙希』（ワニブックス）
  - 森戸知沙希写真集 『Say Cheese!』（ワニブックス）
  - 森戸知沙希写真集 『Crossroads』（ワニブックス）
  - 森戸知沙希写真集 『Co10r Moment』（ワニブックス）

- や行以下		
  - 山崎真実ファースト写真集 『MAMI蔵』2005.01（彩文館出版）
  - 山本梓写真集 『あずピース』2005.10（小学館）
  - 山本梓写真集 『あずさいじょー』2009.12 ワニブックス ISBN 4-84704228X
  - 山本梓写真集 『As One』2011.04 講談社 ISBN 978-4063648638
  - 山本早織写真集 『DELUSION(妄想)』（コスミック出版）
  - 安田美沙子写真集 『みさこ』2003.07（ぶんか社）
  - 安田美沙子写真集 『aroma（アロマ）』2004.12（学習研究社）
  - 吉沢明歩写真集 『A・KiHol』（竹書房）
  - 吉川茉絵『最後の夏休み』（バウハウス）
  - 若槻千夏写真集 『ピンナップポスター』（ワニマガジン社）
  - 渡辺未優写真集 『未優16歳』（晋遊舎）